# 施维伯丁根
施维伯丁根是德国巴登-符腾堡州的一个市镇。总面积14.87平方公里，总人口11466人，其中男性5825人，女性5641人（2011年12月31日），人口密度771人/平方公里。